# Gunma Kisaragi
Gunma Kisaragi (jap. 如月 群真, Kisaragi Gunma) ist ein japanischer Autor von pornografischen Manga (Hentai).

## Werdegang
Gunma Kisaragi trat im August 2003 auf der Comiket 64 erstmals in Erscheinung, als er dort einen Dōjinshi zu Uchū no Stellvia namens Ojoh -kokuhaku- veröffentlichte. Als Namen für seinen Dōjinshi-Zirkel verwendet er G’s studio.
2004 hatte er sein Profidebüt mit Somero! Tenkōsei (染めろ！ 転校生), das im Magazin Comic Megastore des Verlags Coremagazine veröffentlicht wurde, für das er den Preis des Magazins erhielt. Er veröffentlichte zudem im Schwester-Magazin Comic Megastore H sowie in jüngerer Zeit für die Comic Hotmilk desselben Verlags. Dennoch zeichnete er regelmäßig bis 2014 weiterhin Dōjinshi für die Comiket.
Am 3. Juli 2006 erschien sein erfolgreichstes Werk Love Selection, das eine Sammlung seiner Geschichten aus der Comic Megastore bzw. Comic Megastore H zwischen 2004 und 2006 ist. Dieses Werk wurde 2008 als zweiteilige OVA verfilmt und zudem am 21. September 2010 durch Eros Comix auf Englisch in Nordamerika veröffentlicht. Dieser US-Ausgabe fehlt jedoch Kapitel 8, das von der Liebesbeziehung eines Bruders zu seiner kleinen Schwester erzählt. Der Manga geriet zudem 2010 in die Schlagzeilen, als das taiwanische Nachrichtenportal NOWnews bezüglich eines Sexskandals in Polen schrieb, dieser sei von Love Selection inspiriert gewesen.
2009 wurde er von Enterbrain als einer der Künstler ausgewählt, die für deren Anthology-Reihe Amagami – Various Artists ein Kapitel beisteuern durften. Dies wiederholte sich ebenfalls für die folgenden Bände 2–4, 6, sowie die Sonderausgabe 0. Diese Werke waren jeweils jugendfrei.
Von 2011 bis 2012 lief in der Comic Hotmilk die Reihe Tokoharusō e Yōkoso (常春荘へようこそ). Danach wechselte er zum Verlag Wani Magazine-sha und zeichnete bis 2015 für deren neues Magazin Comic X-Eros die Serie Suki ni Nattara Itchokusen! (好きになったら一直線！).
Seit dem 1. August 2017 (Ausgabe 9/2017) zeichnet er für das Magazin Bessatsu Young Champion die Reihe Ren’ai Shikō Seitokai (恋愛志向生徒会) als sein erstes Werk für ein reguläres/nicht-pornografisches Manga-Magazin.

## Werk
Sammelbände:
- Love Selection (ISBN 4-86252-010-3, 3. Juli 2006)
- Giri Giri Sisters (ギリギリ♥Sisters; ISBN 978-4-86252-228-3, 1. September 2007)
- Mai Favorite (舞FAVORITE; ISBN 978-4-86252-597-0, 9. Mai 2009)
- Sweethearts (ISBN 978-4-86436-045-6, 9. Mai 2011)
- Tokoharusō e Yōkoso (常春荘へようこそ; ISBN 978-4-86269-262-7, 10. August 2013)
- Suki ni Nattara Itchokusen! (好きになったら一直線！; ISBN 978-4-86269-366-2, 20. Juni 2015)

Dōjinshi (G’s studio):
- Ojoh -kokuhaku- (Comiket 64, August 2003), basierend auf Uchū no Stellvia
- Private Strawberry (Comiket 65, Dezember 2003), basierend auf Ichigo 100%
- Strawberry Panic (Comiket 66, August 2004), basierend auf Ichigo 100%
- Strawberry Panic 2 (Comiket 67, Dezember 2004), basierend auf Ichigo 100%
- Kozue Panic (Comiket 68, August 2005), basierend auf Ichigo 100%
- Iori (Comiket 69, Dezember 2005), basierend auf I"s
- Experiment 1 (Comiket 70, August 2006), basierend auf KimiKiss
- Strawberry Panic 3 (Comiket 71, Dezember 2006), basierend auf Ichigo 100%
- Eriko (Comiket 72, August 2007), basierend auf KimiKiss
- Yuumi (Comiket 74, August 2008), basierend auf KimiKiss
- Teteo (Comiket 76, August 2009), basierend auf Amagami SS
- Sae-Bon (Comiket 78, August 2010), basierend auf Amagami SS
- Dream Paradise (Comiket 80, August 2011), basierend auf Dream C Club
- Seitenshi Evolution (Comiket 82, August 2012) basierend auf Aquarion Evol
- Amagami – Harem Root (Comiket 86, August 2014), basierend auf Amagami SS